# Sarcococca wallichii
Sarcococca wallichii är en buxbomsväxtart som beskrevs av Otto Stapf. Sarcococca wallichii ingår i släktet Sarcococca och familjen buxbomsväxter. Utöver nominatformen finns också underarten S. w. membranacea.